# Café Toscana
Das Café Toscana ist ein Dresdner Traditionscafé im historischen Villenvorort Blasewitz (seit 1921 Stadtteil von Dresden). Der Standort ist Schillerplatz 7 direkt an der Brückenrampe zum Blauen Wunder mit Blick auf die Elbe und die direkt davor befindliche Villa Marie. Das Café ist benannt nach Kronprinzessin Luise von Österreich-Toskana, der Ehefrau von Friedrich August III., die sich häufig dort aufgehalten hatte.

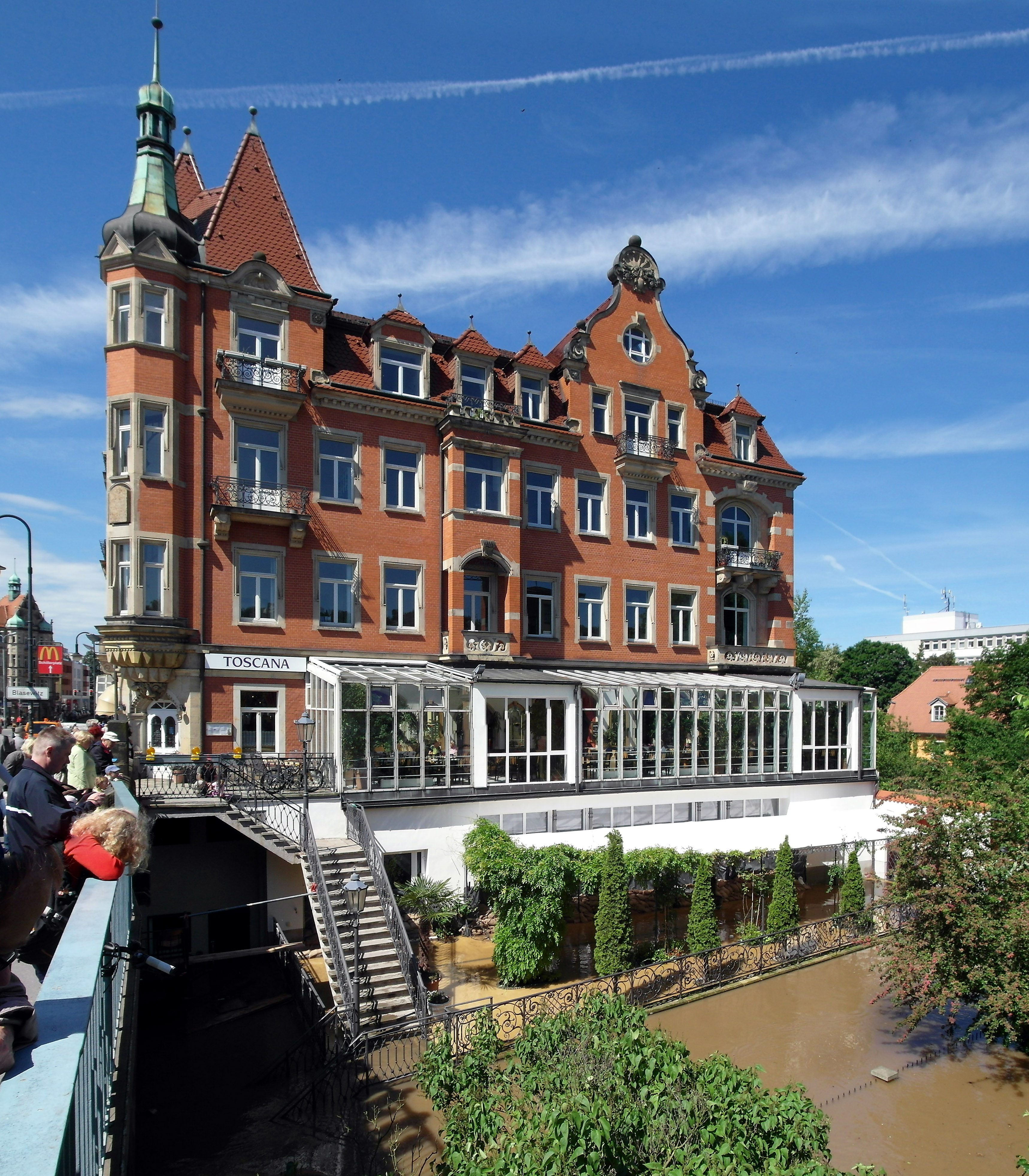
Café Toscana vom Blauen Wunder aus beim Elbhochwasser 2013

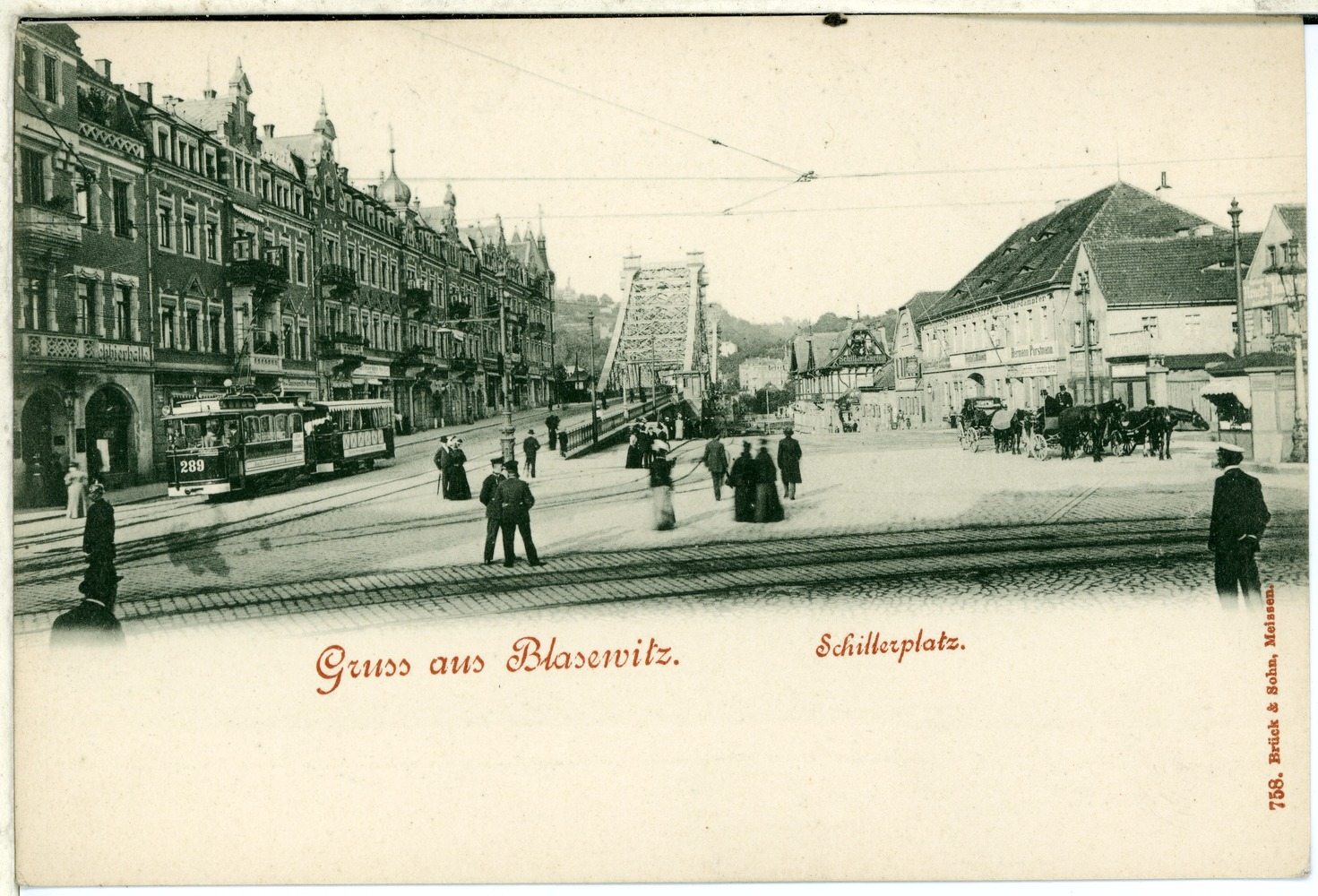
Eine der ersten Aufnahmen des Café Toscana (1898): Am Ende der Häuserreihe links vor der Brücke

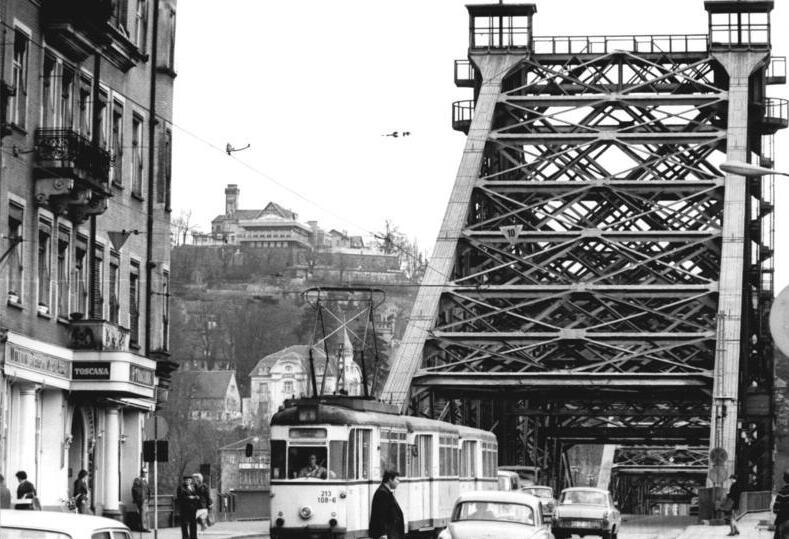
Café Toscana am Aufgang zum Blauen Wunder (1985). Dazwischen auf der gegenüberliegenden Elbhangkante: Der ebenfalls nach der Kronprinzessin benannte Luisenhof in Loschwitz

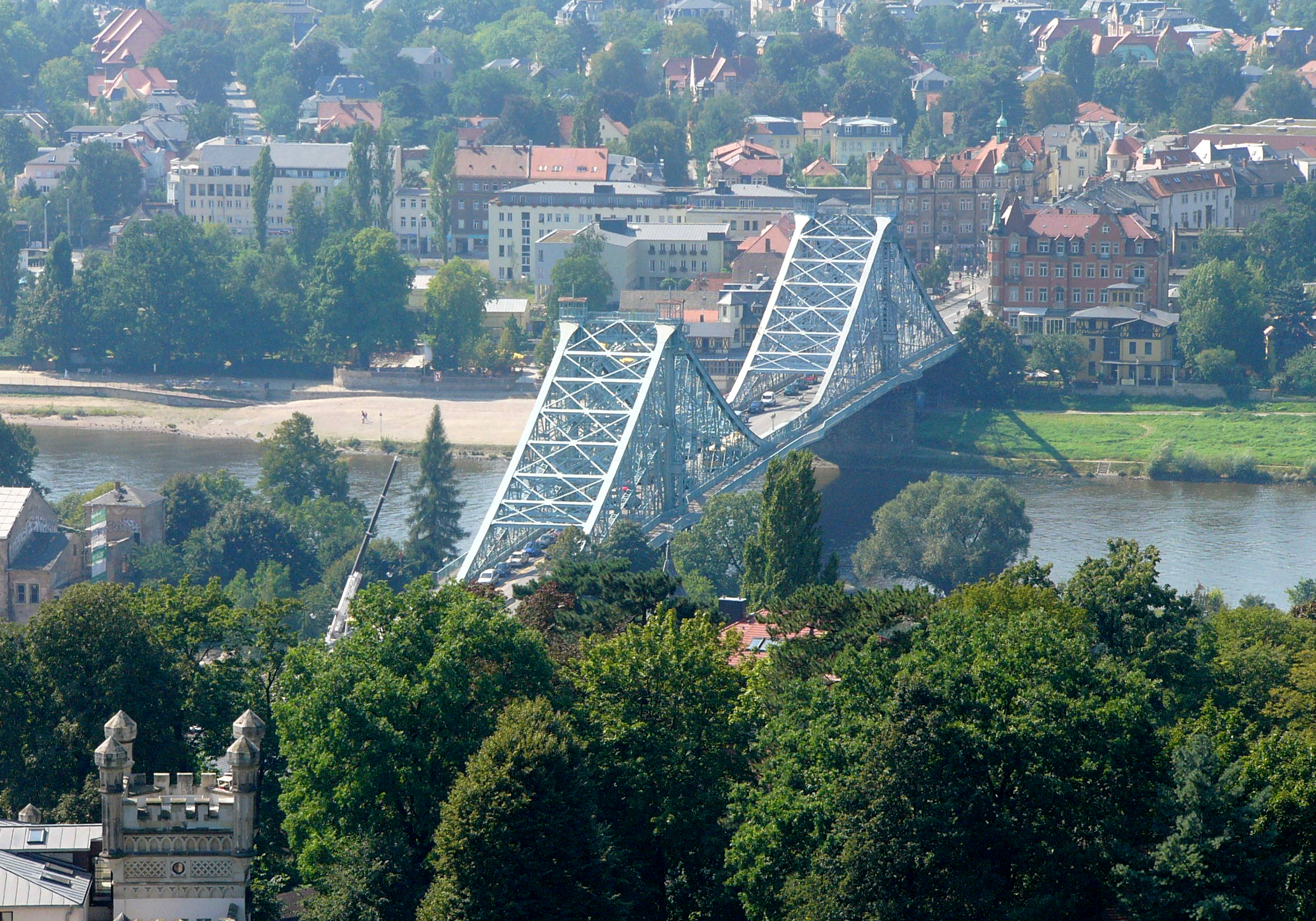
Vom Luisenhof blickt man direkt auf das Café Toscana rechts neben dem Blauen Wunder; davor die Villa Marie

Café Toscana ist darüber hinaus der denkmalpflegerische Bauwerksname, unter dem das „Mietshaus mit Café in geschlossener Bebauung“ in der amtlichen sächsischen Denkmalliste geführt wird, zu finden auch in der Blasewitzer Denkmalliste.

## Geschichte
Louis Köhler (1849–1909), Restaurateur des Schillergartens und Eiskellereibesitzer am Schillerplatz, verkaufte sein Lokal 1894. Als Privatier interessierte er sich für die auf der Nordwestseite des Schillerplatzes entstehenden Wohn- und Geschäftshäuser, von denen er 1897 das Eckhaus zur Elbe (Schillerplatz 7) erwarb und auch dort einzog. Ein entsprechender Adressbucheintrag vermerkte ihn 1899 noch als dort wohnenden Privatmann; im Folgejahr 1900 jedoch wird er bereits als Cafébesitzer geführt. Aufgrund seiner Erfahrungen in den Lehr- und Gesellenjahren in Wien vor 1874 hatte er in dem Erdgeschoss seines Hauses eine Kaffeerösterei mit Kaffeeausschank eröffnet, die ab 1901 als Café Toscana in den Dresdner Adressbüchern beworben wurde. Die offizielle Geschäftsanzeige in den Gemeindeakten erschien 1903.
Köhlers Tochter Henny heiratete 1902 den Kaufmann Ernst Heinrich Zimmermann. Mit diesem gründete Louis Köhler im Mai 1905 eine Gesellschaft, wohl um den Grund- und Hausbesitz zu verwalten. Im August 1905 löschte Köhler seinen Unternehmenseintrag als Cafébesitzer, dessen neuer Betreiber der Konditor Hugo Zimmermann wurde, wohl ein Verwandter des Schwiegersohns Ernst Heinrich Zimmermann. Köhler starb 1909. Neben dem Umbau des Cafés richtete sich der Schwiegersohn Zimmermann eine Konditorenbackstube im Keller des Hauses ein, mit der er in den Folgejahren „den legendären Ruf für Torten und Süßspeisen“ begründete. Es gab Torten („Carmen“, „Parsival“, „Havana“), Kuchen („Gateau Montellimar“), Eisbomben, kalte Cremes, Weingelees („Gelee à la Danzig aux Ananas“), „Petits foures in allen Genres“, Käsegebäck, „Dänische Brödchen“ sowie Süß-, Porto-, Mosel- und Rhein-Weine‘. Darüber hinaus erreichte Zimmermann es 1907 beim Gemeindevorstand, eine Schanklizenz für „echte böhmische und bayrische Exportbiere“ zu erhalten.
Die Conditorei und Café Toscana in „Blasewitz an der Brücke“ mit „beheizbarer Terrasse“ wurde 1910 an den Darmstädter Konditor Robert Förster verpachtet und 1911 an Franz Alois Lenz, der sie als Café Toscana, Hugo Zimmermann Nachf. führte. Im Ersten Weltkrieg war Lenz in der österreichischen Armee. Im März 1916 wandte sich Marie Zimmermann an den Gemeindevorstand, um sich die vom Pächter Lenz gehaltene Bierausschank-Konzession auf sie selbst übertragen zu lassen. Nachdem sie ihrem Pächter sieben Monate Pacht erlassen hatte, führte sie selbst das Café als Familienbetrieb weiter.

## Beschreibung
Das Wohn- und Geschäftshaus Schillerplatz 7 ist das Eckhaus Schillerplatz/Fährgäßchen, das als Abschluss der geschlossenen Wohnbebauung den nordwestlichen Platzrand des Dresdner Schillerplatzes bildet dort, wo die Durchgangsstraße Schillerplatz direkt auf die Brücke zum anderen Elbufer führt. Diese nordwestliche, durchgehend denkmalgeschützte Platzrandbebauung Schillerplatz 1–7 befindet sich dabei in Hochlage der Brückenrampe, während sich die auf der östlichen Blasewitzer Brückenseite befindlichen Bauten wie der Schillergarten in Tieflage des eigentlichen Elbufers befinden und damit dem Hochwasser ausgesetzt sind.
Das Mietshaus aus dem ausgehenden 19. Jahrhundert ist ein „äußerst auffälliges Gebäude des späten Historismus […], insbesondere in Anlehung an die deutsche oder nordeuropäische Renaissance (u. a. Eckturm, Schweifgiebel, architravierte Fenstereinfassungen, Beschlagwerk und Sitznischenportal)“. Wie in den Nachbarhäusern befindet sich im Erdgeschoss eine Geschäftsetage (hier das Café), sodass sich für das Publikum entlang des Bürgersteigs eine durchgehende Ladenzeile ergibt. In den beiden Obergeschossen des mit rotem Sichtbackstein errichteten Mietshauses befinden sich die Wohnungen; auch das hochaufragende, ziegelgedeckte Dach ist zu Wohnungen ausgebaut.
Zur Beschreibung des Cafés vermerkt die Denkmalwertbeschreibung: „bemerkenswert die erhaltenen Teile der originalen Café-Ausstattung, darunter Säulen, gestalterisch[…] herausgehoben, baugeschichtlich und künstlerisch bedeutend“. Der Bau insgesamt ist „als Teil des unverwechselbaren Schillerplatzensembles städtebaulich von Belang und im Zusammenhang mit dem bedeutsamen Vorort Blasewitz stadtentwicklungsgeschichtlich wertvoll“.

## Heutiger Betreiber
Seit 1993 wird das Café Toscana von der Bäckerei Eisold betrieben. Dieses 1953 in Arnsdorf gegründete Unternehmen beliefert von seiner Backstube am Unternehmenssitz im an Dresden grenzenden Radeberg das Toscana. Bis ins Frühjahr 2020 betrieb Eisold drei weitere eigene Kaffeehäuser, darunter das Schwarzmarktcafé in dem ebenfalls unter Denkmalschutz stehenden Gründerzeitbau Hauptstraße 36 in der Inneren Neustadt. Im Zusammenhang mit den Auswirkungen der COVID-19-Pandemie wurde letzteres jedoch aufgegeben.
Im Sommer 2020 wurden neben den verbleibenden insgesamt drei Cafés 15 weitere Verkaufsstellen für Backwaren in Dresden und Umgebung unterhalten. Im Jahr 2019 hatte die Bäckerei Eisold 174 Mitarbeiter.

## Rezeption
„Eierschecke gibt es außerhalb Sachsens nur ersatzweise und innerhalb Sachsens nirgends so gut wie im Toscana.“